# Passage Salarnier
Le passage Salarnier est une voie du 11e arrondissement de Paris, en France.

## Situation et accès
Le passage Salarnier est situé dans le 11e arrondissement de Paris. Il débute au 6, rue Froment et se termine au 37, rue Sedaine.

## Origine du nom

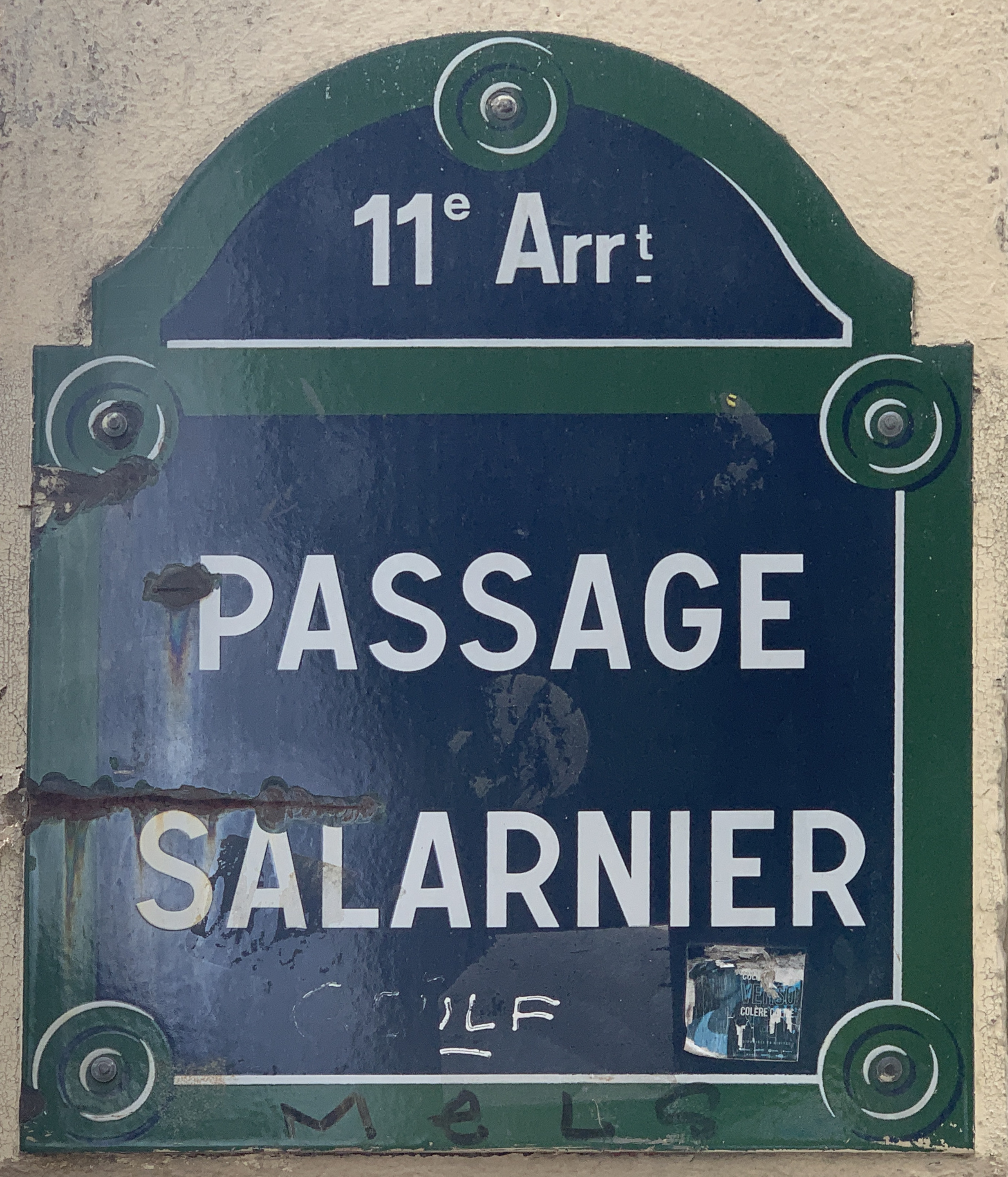
Plaque du passage.

La rue tire son nom de celui d'un ancien propriétaire.

## Historique
Le passage est créé en 1892 sous sa dénomination actuelle sur les terrains de M. Salarnier.
Il est classé dans la voirie parisienne par arrêté municipal du 22 mai 1992.